# Autobusna linija br. 182 u Zagrebu
Linija 182 (Trg mladosti – Groblje Zaprešić – Šibice) gradska je autobusna linija ZET-a u Zaprešiću.
Prometuje svaki dan na trasi: Terminal Zaprešić → Ulica bana Jelačića → Ulica Vladimira Novaka → Ulica Pavla Lončara → (Mokrička ulica – Zelengaj – Groblje Zaprešić) → Zagrebačka cesta → Šibice - dom → Zagrebačka cesta → Ulica Pavla Lončara → Terminal Zaprešić
Radnim danom i subotom više od polovice polazaka ne prometuje preko groblja nego voze direktno do Šibica, dok nedjeljom i praznicima svi polasci voze preko groblja.
Povezuje Šibice i groblje Zaprešić s centrom grada i terminalom Zaprešić gdje je moguće presjedanje na druge autobusne linije.

## Vanjske poveznice
- Vozni red linije 182

1. ↑  Datoteke u GTFS formatu. zet.hr. Pristupljeno 5. lipnja 2025. - Sadrži informacije tijela javne vlasti u skladu s Otvorenom dozvolom